# Ʒ̓
Cette page contient des caractères spéciaux ou non latins. S’ils s’affichent mal (▯, ?, etc.), consultez la page d’aide Unicode.
Ʒ̓, appelée ej virgule suscrite, est un graphème qui a été utilisé  dans la translittération du géorgien de Rasmus Rask. Il s’agit de la lettre Ʒ diacritée d’un virgule suscrite.

## Utilisation
L’ej virgule suscrite a été utilisé par Rasmus Rask dans sa translittération du géorgien en 1832.

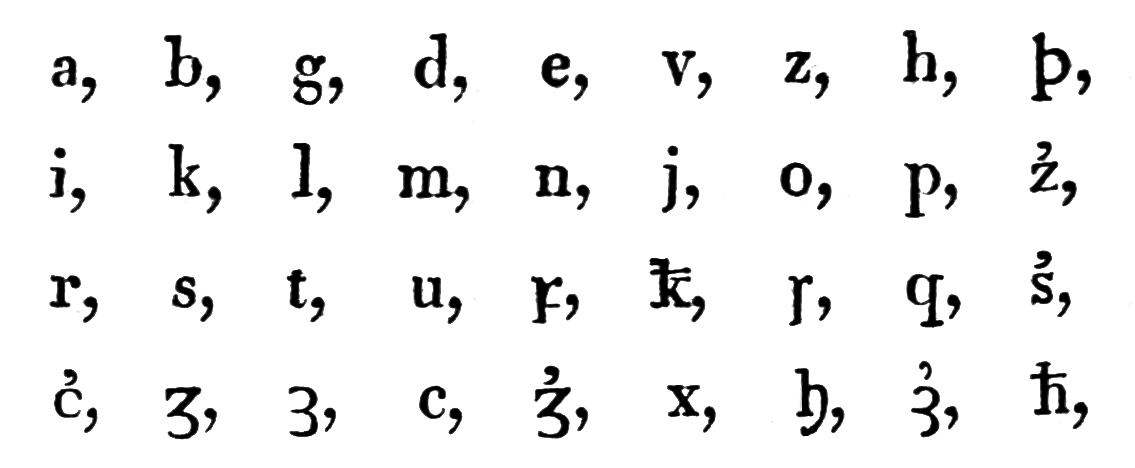
Alphabet proposé par Rasmus Rask pour la translittération du géorgien en 1832.

## Représentations informatiques
Le ej virgule suscrite peut être représenté avec les caractères Unicode suivants :
- décomposé (latin étendu B, alphabet phonétique international, diacritiques) :

| formes    | représentations | chaînes de caractères | points de code | descriptions                                            |
| --------- | --------------- | --------------------- | -------------- | ------------------------------------------------------- |
| capitale  | Ʒ̓               | Ʒ◌̓                    | U+01B7 U+0313  | lettre majuscule latine ej diacritique virgule suscrite |
| minuscule | ʒ̓               | ʒ◌̓                    | U+0292 U+0313  | lettre minuscule latine ej diacritique virgule suscrite |